# Gladsaxestadion
Het Gladsaxestadion is een multifunctioneel stadion in Søborg, een plaats in Denemarken. Tussen 1940 en 1998 heette het stadion Gladsaxe Idrætspark Marielyst.
De bouw van het stadion begon in 1938 en twee jaar later vond de opening plaats op 26 mei 1940. In 1971 vond er een kleinere renovatie. Een grotere renovatie was er in 1998. In het stadion is plaats voor 13.200 toeschouwers. Daarvan zijn er ongeveer 8.000 zitplekken. Het stadion wordt vooral gebruikt voor voetbalwedstrijden, de voetbalclub Akademisk BK maakt gebruik van dit stadion.   